# Stephan Louw
Stephan Louw (26 febbraio 1975) è un lunghista namibiano.

## Biografia
Louw è il miglior lunghista namibiano di sempre, con una misura pari a 8,24 m, realizzata in Sudafrica nel 2008. Ha partecipato alle Universiadi del 2001, dove ha vinto la medaglia d'argento, e ai Campionati africani del 2008, riuscendo a conquistare la medaglia di bronzo.
Ai Giochi olimpici di Sydney 2000 è stato eliminato in qualificazione dopo aver fallito tutti i salti, mentre nell'edizione di Pechino 2008 ha concluso al tredicesimo posto, senza riuscire ad accedere in finale.
Si è cimentato, sia pur saltuariamente, anche nei 100 m piani, dove però non ha ottenuto nessun risultato di rilievo. Il suo record personale è di 10"48, stabilito nel 2001.

## Palmarès
| Anno | Manifestazione          | Sede         | Evento         | Risultato      | Prestazione | Note |
| ---- | ----------------------- | ------------ | -------------- | -------------- | ----------- | ---- |
| 1998 | Giochi del Commonwealth | Kuala Lumpur | Salto in lungo | 9º             | 7,46 m      |      |
| 2000 | Giochi olimpici         | Sydney       | Salto in lungo | Qualificazione | nm          |      |
| 2001 | Mondiali                | Edmonton     | Salto in lungo | 21º            | 7,62 m      |      |
| 2001 | Universiadi             | Pechino      | 4x100 m        | 4º             | 39"48       |      |
| 2001 | Universiadi             | Pechino      | Salto in lungo | Argento        | 8,04 m      |      |
| 2006 | Africani                | Bambous      | Salto in lungo | 12º            | 7,37 m      |      |
| 2008 | Africani                | Addis Abeba  | Salto in lungo | Bronzo         | 7,98 m      |      |
| 2008 | Giochi olimpici         | Pechino      | Salto in lungo | 7º             | 7,93 m      |      |
| 2009 | Mondiali                | Berlino      | Salto in lungo | 30º (q)        | 7,74 m      |      |